# Пасекі (Куявсько-Поморське воєводство)
Пасекі (пол. Pasieki, нім. Roonsdorf) — село в Польщі, у гміні Боброво Бродницького повіту Куявсько-Поморського воєводства.
У 1975-1998 роках село належало до Торунського воєводства.